# Amelith
 (janvier 2020).
Amelith est un quartier de la commune allemande de Bodenfelde, dans l'arrondissement de Northeim, Land de Basse-Saxe.

## Géographie
Amelith se situe dans le sud du Solling, dans la vallée du Reiherbach. Il est entouré de hauteurs boisées.
Amelith se trouve sur la Bundesstraße 241.

## Histoire
Amelytt figure dans les relevés de la forêt du Solling en 1575.
La cristallerie d'Amelith est fondée en 1776 par la volonté du roi britannique George III, électeur de Hanovre à l'époque. Les habitations modernes doivent remplacer les cabanes depuis le XVe siècle et lier les verriers et leurs familles à leurs lieux de travail. La cristallerie devient la plus importante de la région, les verres et les miroirs sont exportés vers la Russie, la Suède, les Pays-Bas et la Grande-Bretagne. La cristallerie est fermée en 1926 et démolie en 1931.
Avec l'incorporation de Nienover, Amelith intègre Bodenfelde le 1er mars 1974.
Dans une ancienne ferme reconvertie de l'ancienne cristallerie d'Amelith et de ses dépendances, l'association Neues Land de Hanovre exploite un centre de thérapie pour des drogués depuis 1991 et un café dans la cour depuis 2002. Auparavant, les bâtiments servent de maison d'hôtes et à des fins agricoles.
Jusqu'à fin 2010, Amelith est une station intégrée reconnue par l'État.

## Source, notes et références
- (de) Cet article est partiellement ou en totalité issu de l’article de Wikipédia en allemand intitulé « Amelith » (voir la liste des auteurs).